# Magyar európai parlamenti képviselők listája (2004–2009)

## Magyarországról

### Mandátumukat kitöltő képviselők
| Név                   | EP-frakció                                 | Küldő párt                        |
| --------------------- | ------------------------------------------ | --------------------------------- |
| Barsiné Pataky Etelka | Európai Néppárt–Európai Demokraták         | Fidesz – Magyar Polgári Szövetség |
| Becsey Zsolt          | Európai Néppárt–Európai Demokraták         | Fidesz – Magyar Polgári Szövetség |
| De Blasio Antonio     | Európai Néppárt–Európai Demokraták         | Fidesz – Magyar Polgári Szövetség |
| Dobolyi Alexandra     | Európai Szocialisták Pártja                | Magyar Szocialista Párt           |
| Fazakas Szabolcs      | Európai Szocialisták Pártja                | Magyar Szocialista Párt           |
| Gál Kinga             | Európai Néppárt–Európai Demokraták         | Fidesz – Magyar Polgári Szövetség |
| Glattfelder Béla      | Európai Néppárt–Európai Demokraták         | Fidesz – Magyar Polgári Szövetség |
| Gurmai Zita           | Európai Szocialisták Pártja                | Magyar Szocialista Párt           |
| Gyürk András          | Európai Néppárt–Európai Demokraták         | Fidesz – Magyar Polgári Szövetség |
| Harangozó Gábor       | Európai Szocialisták Pártja                | Magyar Szocialista Párt           |
| Hegyi Gyula           | Európai Szocialisták Pártja                | Magyar Szocialista Párt           |
| Herczog Edit          | Európai Szocialisták Pártja                | Magyar Szocialista Párt           |
| Járóka Lívia          | Európai Néppárt–Európai Demokraták         | Fidesz – Magyar Polgári Szövetség |
| Kósáné Kovács Magda   | Európai Szocialisták Pártja                | Magyar Szocialista Párt           |
| Lévai Katalin         | Európai Szocialisták Pártja                | Magyar Szocialista Párt           |
| Mohácsi Viktória      | Európai Liberális, Demokrata és Reformpárt | Szabad Demokraták Szövetsége      |
| Olajos Péter          | Európai Néppárt–Európai Demokraták         | Magyar Demokrata Fórum            |
| Őry Csaba             | Európai Néppárt–Európai Demokraták         | Fidesz – Magyar Polgári Szövetség |
| Schmitt Pál           | Európai Néppárt–Európai Demokraták         | Fidesz – Magyar Polgári Szövetség |
| Schöpflin György      | Európai Néppárt–Európai Demokraták         | Fidesz – Magyar Polgári Szövetség |
| Surján László         | Európai Néppárt–Európai Demokraták         | Fidesz – Magyar Polgári Szövetség |
| Szájer József         | Európai Néppárt–Európai Demokraták         | Fidesz – Magyar Polgári Szövetség |
| Szent-Iványi István   | Európai Liberális, Demokrata és Reformpárt | Szabad Demokraták Szövetsége      |
| Tabajdi Csaba Sándor  | Európai Szocialisták Pártja                | Magyar Szocialista Párt           |

### Nem töltötték ki mandátumukat
| Demszky Gábor | Európai Liberális, Demokrata és Reformpárt | Szabad Demokraták Szövetsége      |
| Pálfi István  | Európai Néppárt–Európai Demokraták         | Fidesz – Magyar Polgári Szövetség |

## Szlovákiából
| Bauer Edit         | Európai Néppárt–Európai Demokraták | Magyar Koalíció Pártja |
| Duka-Zólyomi Árpád | Európai Néppárt–Európai Demokraták | Magyar Koalíció Pártja |

## Romániából

### 2007. január 1. – 2007. november
2007. január 1-jétől, Románia EU-tagságától a 2007. november 25-i romániai EP-választásokig:
| Kelemen Attila      | Európai Néppárt–Európai Demokraták | Romániai Magyar Demokrata Szövetség |
| Kónya-Hamar Sándor  | Európai Néppárt–Európai Demokraták | Romániai Magyar Demokrata Szövetség |
| Szabó Károly Ferenc | Európai Néppárt–Európai Demokraták | Romániai Magyar Demokrata Szövetség |

### 2007. november – 2009
| Csibi Magor   | Európai Liberális, Demokrata és Reformpárt | Nemzeti Liberális Párt              |
| Sógor Csaba   | Európai Néppárt–Európai Demokraták         | Romániai Magyar Demokrata Szövetség |
| Tőkés László  | Zöldek - Európai Szabad Szövetség          | független                           |
| Winkler Gyula | Európai Néppárt–Európai Demokraták         | Romániai Magyar Demokrata Szövetség |

### Lásd még
- Magyar európai parlamenti képviselők listája (2009–2014)
- Magyar európai parlamenti képviselők listája (2014–2019)
- Magyar európai parlamenti képviselők listája (2019–2024)